# Primera División Uruguaya 1932
Il primo campionato professionistico della storia dell'Uruguay era composto da dieci squadre e il Peñarol vinse il titolo. Non vi furono retrocessioni.

## Classifica finale
| Pos. | Squadra              | G  | V  | N | P  | GF | GS | Punti |
| ---- | -------------------- | -- | -- | - | -- | -- | -- | ----- |
| 1    | Peñarol              | 27 | 17 | 6 | 4  | 54 | 26 | 40    |
| 2    | Rampla Juniors       | 27 | 14 | 7 | 6  | 66 | 32 | 35    |
| 3    | Nacional             | 27 | 13 | 6 | 8  | 49 | 34 | 32    |
| 4    | Defensor             | 27 | 12 | 7 | 8  | 51 | 41 | 31    |
| 5    | Montevideo Wanderers | 27 | 12 | 6 | 9  | 33 | 31 | 30    |
| 6    | River Plate          | 27 | 12 | 3 | 12 | 37 | 42 | 27    |
| 7    | Central              | 27 | 9  | 6 | 12 | 32 | 46 | 24    |
| 8    | Bella Vista          | 27 | 8  | 7 | 12 | 30 | 35 | 23    |
| 9    | Sud América          | 27 | 7  | 6 | 14 | 28 | 47 | 20    |
| 10   | Racing Montevideo    | 27 | 2  | 4 | 21 | 17 | 63 | 8     |

G = Partite giocate; V = Vittorie; N = Nulle/Pareggi; P = Perse; GF = Goal fatti; GS = Goal subiti; 

## Classifica marcatori
| Gol |  |  | Giocatore    | Squadra        |
| --- |  |  | ------------ | -------------- |
| 17  |  |  | Juan Labraga | Rampla Juniors |